# Urraca van Castilië (1126-1189)
Urraca van Castilië (1126 - 1189) was als echtgenote van García IV van Navarra koningin van Navarra.
Urraca was een buitenechtelijke dochter van koning Alfons VII van Castilië en Gontrada Pérez. Op 24 juni 1144 werd ze de tweede echtgenote van koning García IV van Navarra. Hun kinderen waren:
- Sancha, gehuwd met burggraaf Gaston V van Béarn (-1170) en in 1173 met burggraaf Peter van Narbonne (-1202)

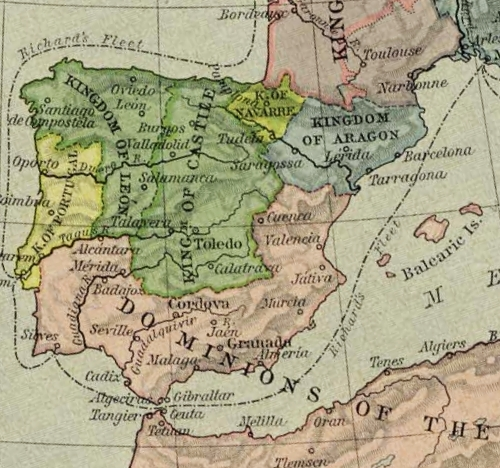
Spanje in 1190 met Castilië in het groen

- Rodrigo Garcés